# Estádio Hernando Siles
O Estádio Hernando Siles (em castelhano: Estadio Hernando Siles) é um estádio multiuso localizado na cidade de La Paz, capital da Bolívia. Oficialmente inaugurado em 16 de janeiro de 1930, é o maior estádio do país em capacidade de público e a principal casa onde a Seleção Boliviana de Futebol manda suas partidas amistosas e oficiais válidas por competições continentais. Além disso, os tradicionais clubes da capital boliviana, dentre os quais destacam-se o Bolívar e o The Strongest, também mandam ali seus jogos oficiais por competições nacionais e continentais. Conta com capacidade máxima para 42 000 espectadores.

## Histórico
Em 1926, a Federação Boliviana de Futebol passou a interessar-se em sediar uma edição da Copa América (anteriormente denominado Campeonato Sul-Americano de Futebol), mas o país não dispunha de um estádio nacional. Assim, foi organizado o Comitê Pró-Estádio, chefiado por Julio Téllez Reyes, Emilio Villanueva, José Luis Tejada Sorzano e diversas autoridades públicas locais. Este comitê descobriu a existência de um terreno de 40 000 m² localizado no bairro de Miraflores e solicitou à presidência da República, à época governada por Hernando Siles Reyes, a concessão do referido terreno para a construção do estádio.
No ano seguinte, o Presidente Hernando Siles atendeu ao pedido e ordenou a desapropriação do terreno, que foi adquirido em 17 de junho de 1928 pelos licitantes Carlos Zalles e Rafael Aramayo ao pelo preço de BOB 6,00 por metro quadrado. O arquiteto responsável pela obra foi o genial Emilio Villanueva , que estudou e viajou por toda a Europa e teve acesso a um portfólio com um grande número de plantas de estádios emblemáticos europeus, nas quais baseou seus projetos para construir o que se tornaria o principal estádio do país.
Em 1928, iniciaram-se os trabalhos de preparação do terreno com a participação de detentos das penitenciárias locais, aos quais também somaram os moradores de Miraflores que trabalharam em regime de mutirão para levantar o estádio. Em 1929, a construtora Ivica Krsul foi contratada para realizar a terraplenagem. Em 28 de fevereiro, a Câmara dos Senadores aprovou a alocação de mais BOB 700 000 para a conclusão do estádio. Em 16 de janeiro de 1930, o estádio foi oficialmente inaugurado, adquirindo sua atual denominação como forma de render homenagem ao presidente boliviano que viabilizou politicamente a construção da maior praça esportiva da Bolívia.

### Reformas e ampliação
Para estar em condições de sediar os Jogos do Cruzeiro do Sul de 1978, o estádio foi fechado em 2 de janeiro de 1975 para reformas, levadas a cabo pela construtora boliviana López Videla. Tais reformas dobraram a capacidade de público do estádio graças à construção de dois novos aneis de arquibancadas, além de melhorias na iluminação do estádio através da instalação de novos refletores de luz. As arquibancadas inferiores e a entrada principal do estádio permaneceram os mesmos do estádio original. Por fim, a infraestrutura para diversos esportes, academias e instalações administrativas foi ampliada. Sua reabertura oficial ocorreu em 18 de setembro de 1977.
Localizado a 3 598 metros acima do nível do mar, figura na 7.ª colocação entre os estádios de futebol de maior altitude do mundo. O estádio já foi sede de torneios importantes como o Campeonato Sul-Americano de Futebol de 1963 e a Copa América de 1997, além de ter protagonizado grandes feitos da história do futebol sul-americano, como a primeira derrota do Brasil em torneios eliminatórios para a Copa do Mundo, sendo derrotado pela Bolívia pelo placar de 2–0 em partida válida pelas Eliminatórias da Copa do Mundo de 1994.